# Sandøy
Sandøy è un ex comune norvegese della contea di Møre og Romsdal. Dal 1º gennaio 2020 fa parte del comune di Ålesund.
Il centro amministrativo del comune era nel villaggio di Steinshamn, altri villaggi sono Ona e Myklebost.
Il comune comprendeva diverse isole alla foce del Romsdalsfjord.